# Jefferson County (Nebraska)
Jefferson County ist ein County im Bundesstaat Nebraska der Vereinigten Staaten von Amerika. Der Sitz der County-Verwaltung (County Seat) ist in Fairbury, das nach der gleichnamigen Stadt Fairbury in Illinois benannt wurde.

## Geographie
Das County liegt im Südosten von Nebraska, grenzt im Süden an den Bundesstaat Kansas und hat eine Fläche von 1491 Quadratkilometern, wovon 6 Quadratkilometer Wasserfläche sind. Es grenzt in Nebraska im Uhrzeigersinn an folgende Countys: Saline County, Gage County, Thayer County und Fillmore County.

## Geschichte
Jefferson County wurde 1856 gebildet. Benannt wurde es nach Thomas Jefferson.
13 Bauwerke und Stätten des Countys sind im National Register of Historic Places eingetragen (Stand 11. Februar 2018).

## Demografische Daten

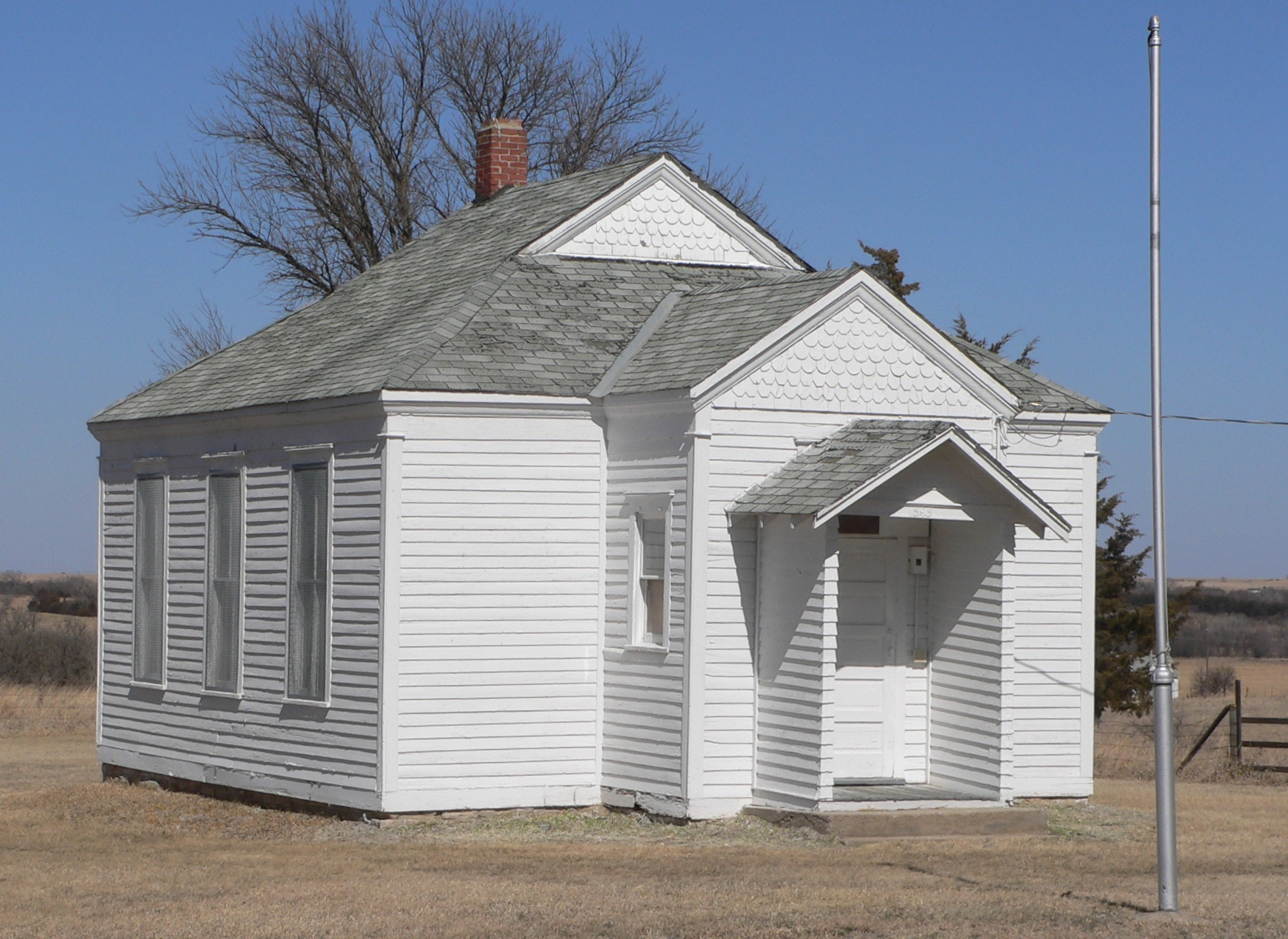
District No. 10 School, gelistet im NRHP

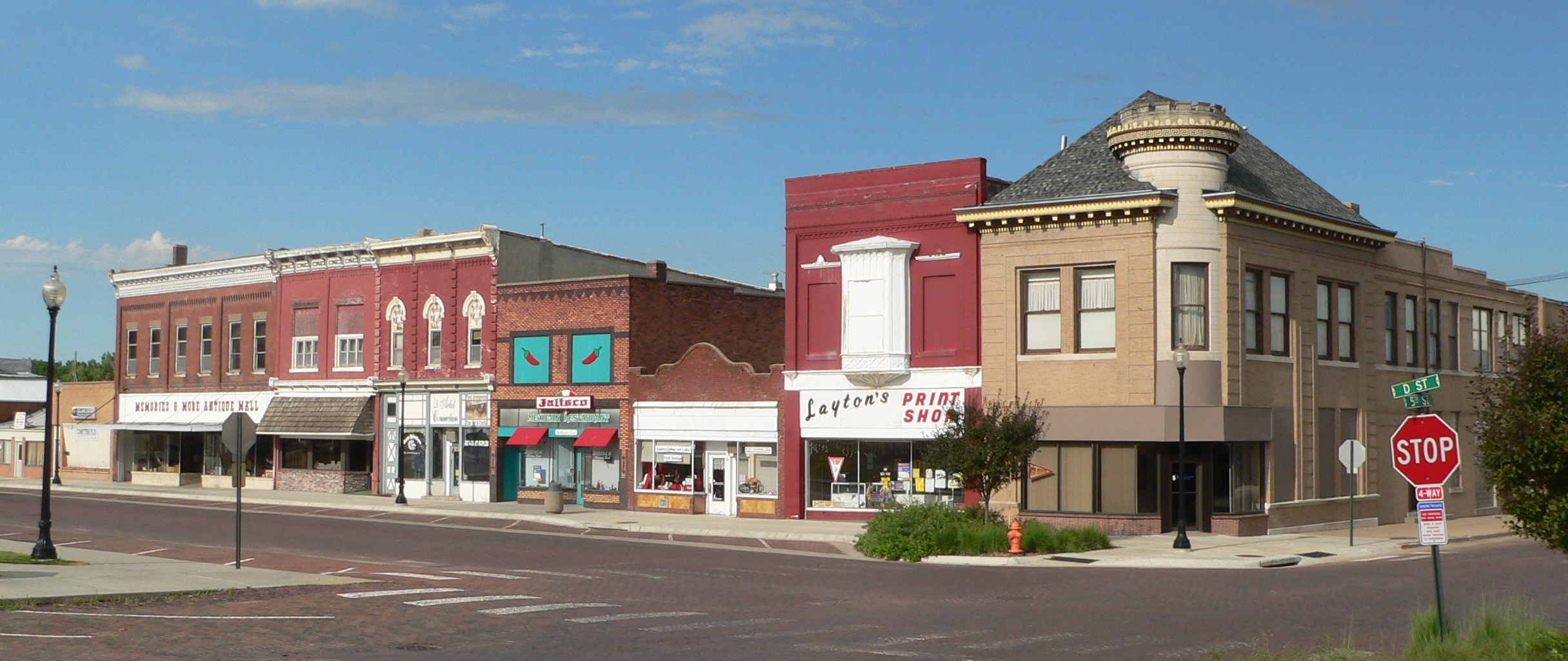
Fairbury Commercial Historic District, gelistet im NRHP

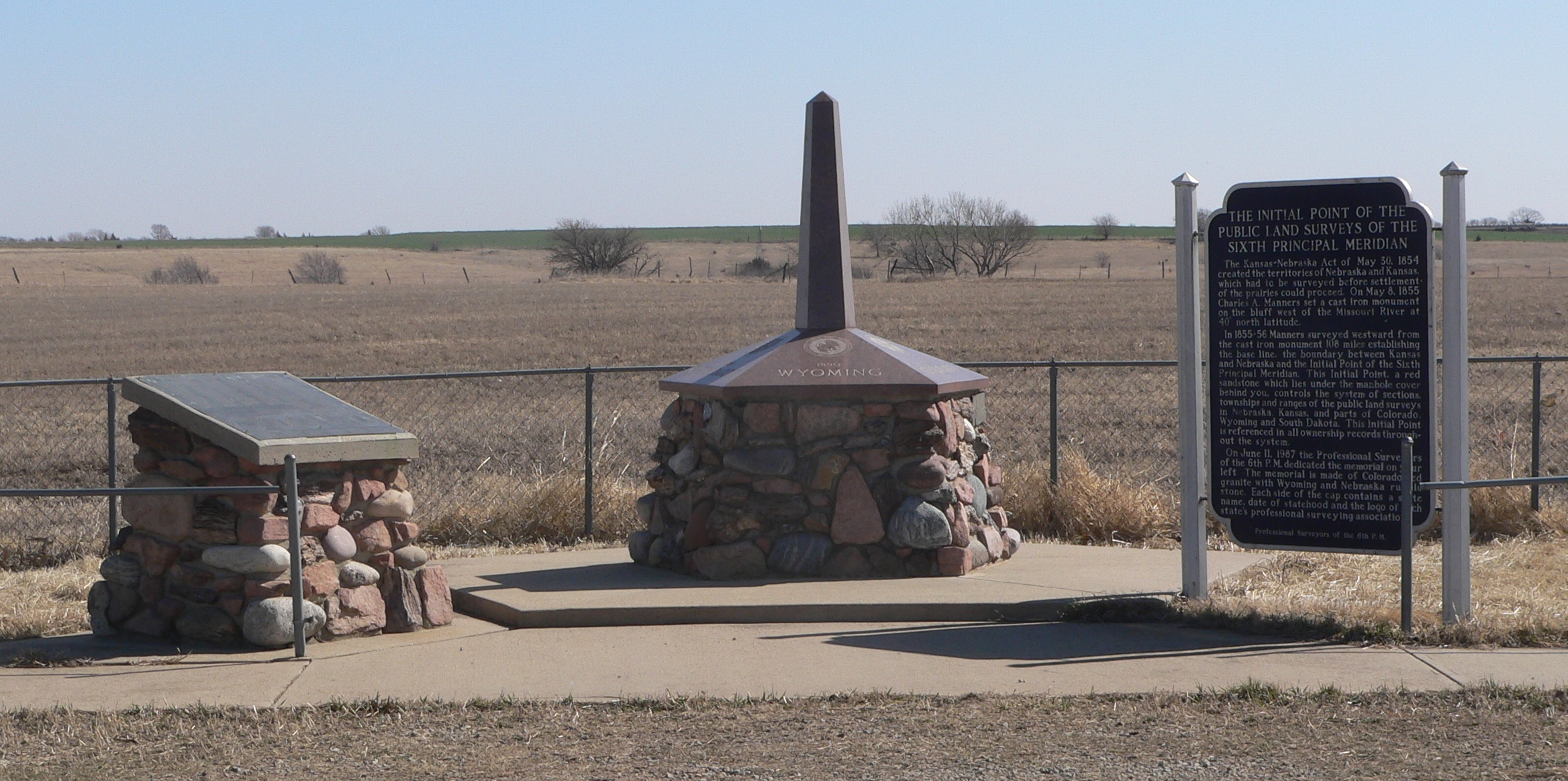
Site No. JF00-072, gelistet im NRHP

Nach der Volkszählung im Jahr 2004 lebten hier 8090 Menschen in 3527 Haushalten und 2352 Familien. Die Bevölkerungsdichte betrug 6 Einwohner pro Quadratkilometer. Ethnisch betrachtet setzte sich die Bevölkerung aus 98,42 Prozent Weißen, 0,07 Prozent Afroamerikanern, 0,38 Prozent amerikanischen Ureinwohnern, 0,17 Prozent Asiaten, 0,04 Prozent Bewohnern aus dem pazifischen Inselraum und 0,50 Prozent aus anderen ethnischen Gruppen zusammen; 0,42 Prozent stammten von zwei oder mehr Ethnien ab. 1,31 Prozent der Bevölkerung waren spanischer oder lateinamerikanischer Abstammung.
Von den 3527 Haushalten hatten 28,0 Prozent Kinder und Jugendliche unter 18 Jahre, die bei ihnen lebten. 57,9 Prozent waren verheiratete, zusammenlebende Paare, 5,8 Prozent waren allein erziehende Mütter, 33,3 Prozent waren keine Familien, 29,6 Prozent waren Singlehaushalte und in 17,2 Prozent lebten Menschen im Alter von 65 Jahren oder darüber. Die Durchschnittshaushaltsgröße betrug 2,32 und die durchschnittliche Familiengröße lag bei 2,85 Personen.
Auf das gesamte County bezogen setzte sich die Bevölkerung zusammen aus 23,3 Prozent Einwohnern unter 18 Jahren, 6,1 Prozent zwischen 18 und 24 Jahren, 23,7 Prozent zwischen 25 und 44 Jahren, 24,3 Prozent zwischen 45 und 64 Jahren und 22,7 Prozent waren 65 Jahre alt oder darüber. Das Durchschnittsalter betrug 43 Jahre. Auf 100 weibliche Personen kamen 95,6 männliche Personen. Auf 100 Frauen im Alter von 18 Jahren oder darüber kamen statistisch 91,8 Männer.
Das jährliche Durchschnittseinkommen eines Haushalts betrug 32.629 USD, das Durchschnittseinkommen der Familien betrug 40.747 USD. Männer hatten ein Durchschnittseinkommen von 26.929 USD, Frauen 18.594 USD. Das Prokopfeinkommen betrug 18.380 USD. 8,0 Prozent der Familien und 8,9 Prozent der Bevölkerung lebten unterhalb der Armutsgrenze. Davon waren 10,2 Prozent Kinder oder Jugendliche unter 18 Jahre und 8,7 Prozent waren Menschen über 65 Jahre.

## Orte im County
- Daykin
- Diller
- Ellis
- Endicott
- Fairbury
- Gladstone
- Harbine
- Hedrix
- Helvey
- Jansen
- Plymouth
- Powell
- Reynolds
- Rudy
- Steele City
- Thompson